# 歐拉 (阿肯色州)
歐拉（英語：Ola）是一個位於美國阿肯色州耶爾縣的城市。

## 地理
歐拉的座標為35°01′54″N 93°13′17″W / 35.03167°N 93.22139°W，而該地的平均海拔高度為110米（即361英尺）。

## 人口
根據2020年美國人口普查的數據，歐拉的面積為4.75平方千米，當中陸地面積為4.41平方千米，而水域面積為0.34平方千米。當地共有人口934人，而人口密度為每平方千米196人。